# Ротман, Эйнар
Эйнар Ротман (швед. Einar Rothman; 3 января 1888, Варберг, Халланд — 3 сентября 1952, Гётеборг) — шведский легкоатлет, выступавший в спортивной ходьбе. Участник летних Олимпийских игр 1908 года.

## Биография
Эйнар Ротман родился 3 января 1888 года в шведском городе Варберг.
Выступал в легкоатлетических соревнованиях за «Эргрюте» из Гётеборга.
В 1908 году вошёл в состав сборной Швеции на летних Олимпийских играх в Лондоне. В ходьбе на 3500 метров занял в полуфинале 3-е место с результатом 17 минут 40,2 секунды, в финале — последнее, 7-е место при одном не финишировавшем и одном дисквалифицированном с результатом 17.50,0, уступив 2 минуты 55 секунд завоевавшему золото Джорджу Лэрнеру из Великобритании. В ходьбе на 10 миль в полуфинале сошёл с дистанции.
Умер 3 сентября 1952 года в Гётеборге.